# トヨタ・イノーバ
キジャン イノーバ（KIJANG INNOVA）は、トヨタ自動車がインドネシア、中近東等で販売している多目的車（MPV）、またはミニバンであり、主に3列シートのものが販売されている。

## 概要
同社のキジャンの後継モデルにあたる。2004年に発表され、イノーバ（INNOVA）として発売が開始され、東南アジア諸国およびインド、サウジアラビア、南アフリカでも発売された。生産はインドネシア・ジャカルタのカラワン工場、インド・バンガロールのビダディ工場等で行われている。
2代目までは新興国市場を狙うトヨタの世界戦略車、IMVシリーズのミニバン車種であり、ラダー構造の後輪駆動（FR）車だったが、2022年に登場した3代目はTNGA-Cプラットフォームを用いたモノコック構造の前輪駆動車へと変更された。この変更はハイブリッドシステムの搭載のために行われた。

## 初代 AN40型（2004年 - 2016年）
シャシーは、IMVプロジェクトのラダーフレームを用いた共通プラットフォームで、7代目ハイラックスやフォーチュナーと共通化されている。ラダーフレーム以外にも、FRをとる駆動方式や、リーフサスペンションも従来のキジャンと同様であるが、これは頑丈さとパワーを低価格で求める世界中の新興国ユーザーの要求に基づくもので、同プロジェクトによる共通仕様である。
トラックやオフロード車を乗用車用途としても用いているユーザーに対し、トラック（フレーム）ベースであってもある程度の高級感が得られるよう、外観や内装はトヨタらしさを感じられる乗用車風に仕上げられている。
エンジンはガソリンエンジン、ディーゼルエンジンに関わらず全てDOHC機構が用いられており、1TR-FE型直列4気筒2.0Lガソリン、または2KD-FTV型直列4気筒2.5Lコモンレール・ターボディーゼルが搭載される。
2007年には台湾でもイノーバに切り替わり、2.7Lの2TR-FEが設定された。
2011年7月22日、インドネシア国際モーターショーにて大幅なフェイスリフトを受けた新型イノーバが発表された。
2013年8月19日、インドネシアで再度フェイスリフトが行われたキジャン・イノーバが発表された。デザインはインドネシアのスタッフが担当し、大型化されたフロントグリルが採り入れるなど、内外装に手が加えられた。また、デュアルエアバッグが全車に標準装備となった。
中期型

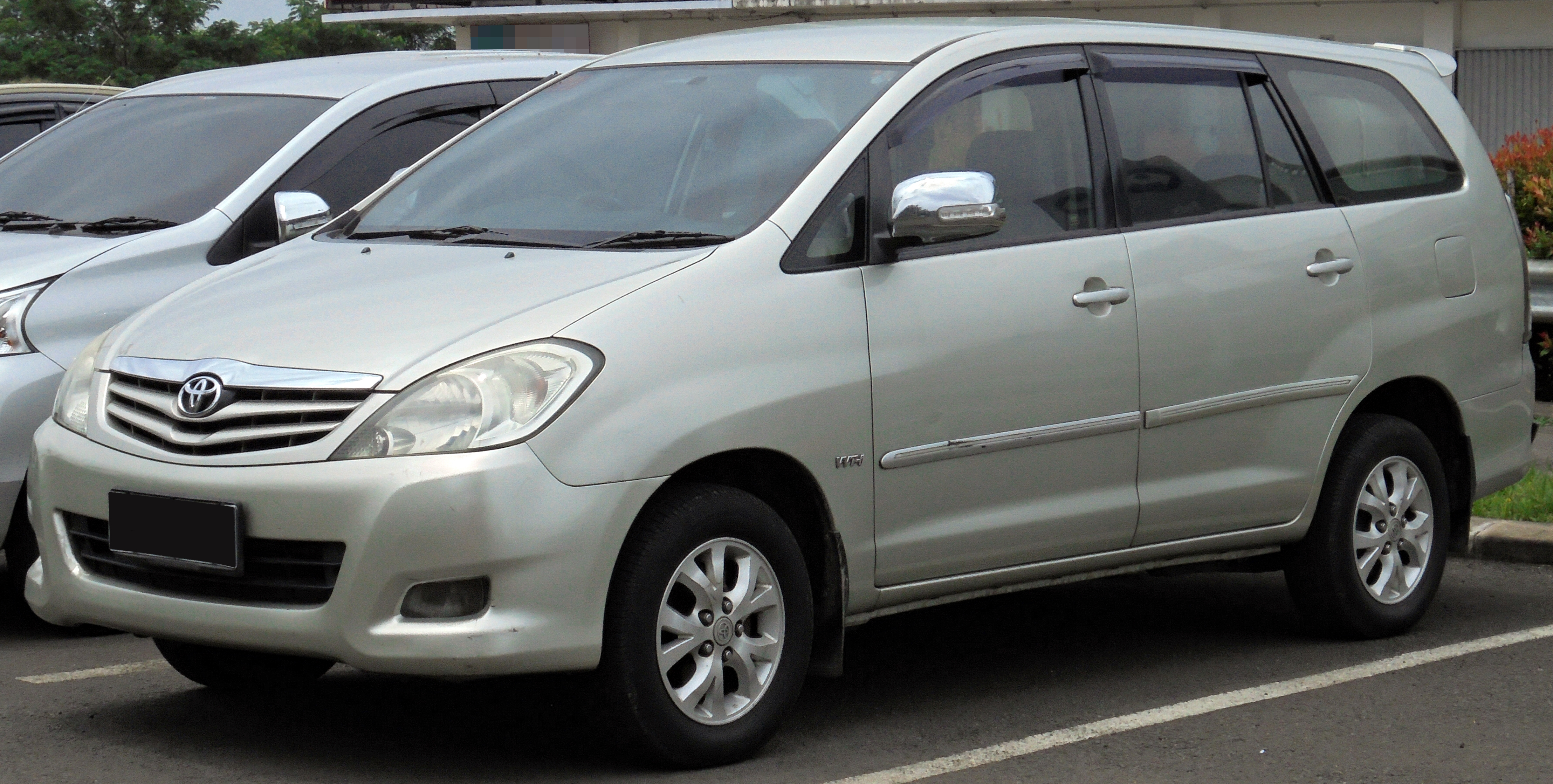
2.0 Gグレード（フロント）
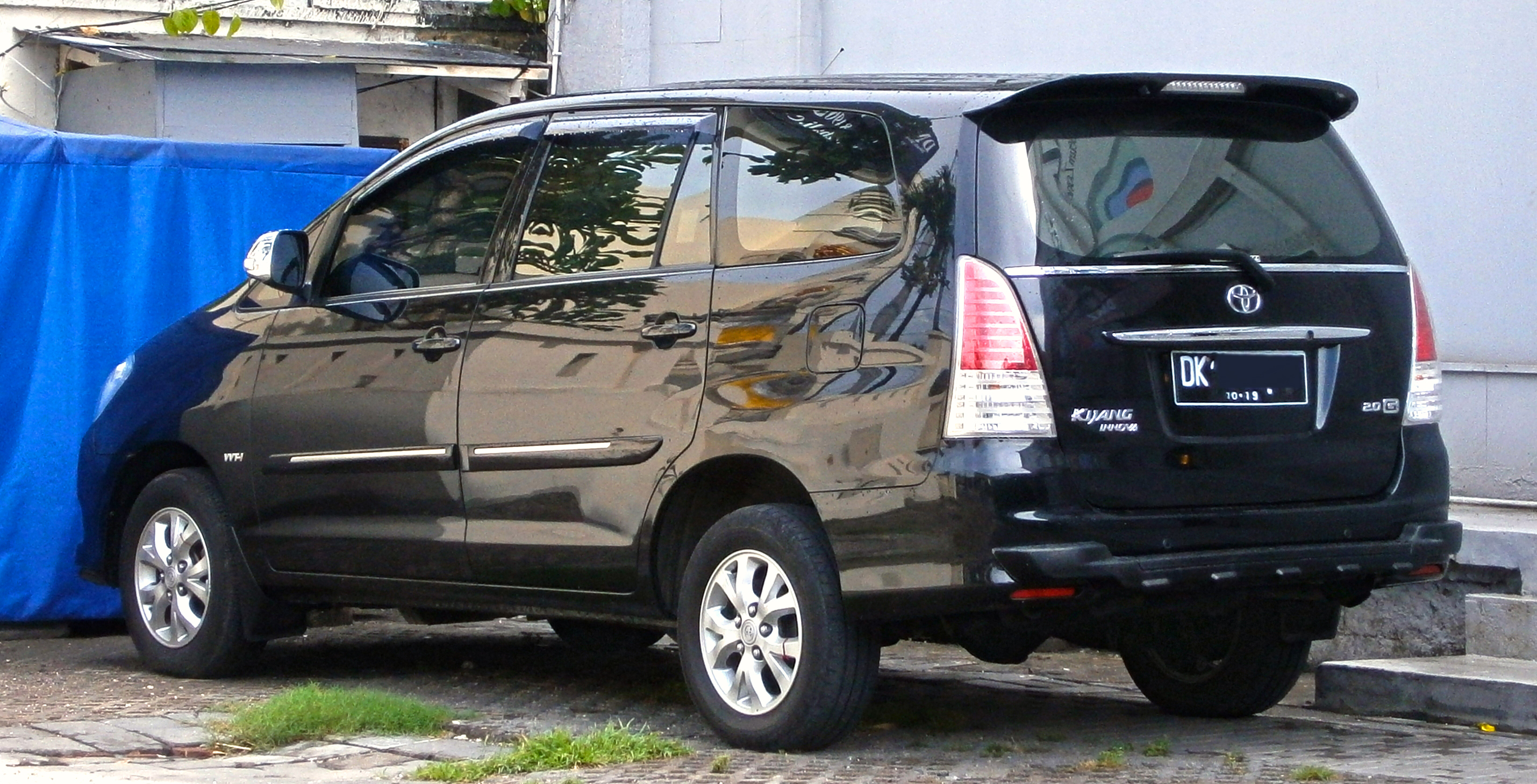
2.0 Gグレード（リア）

後期型

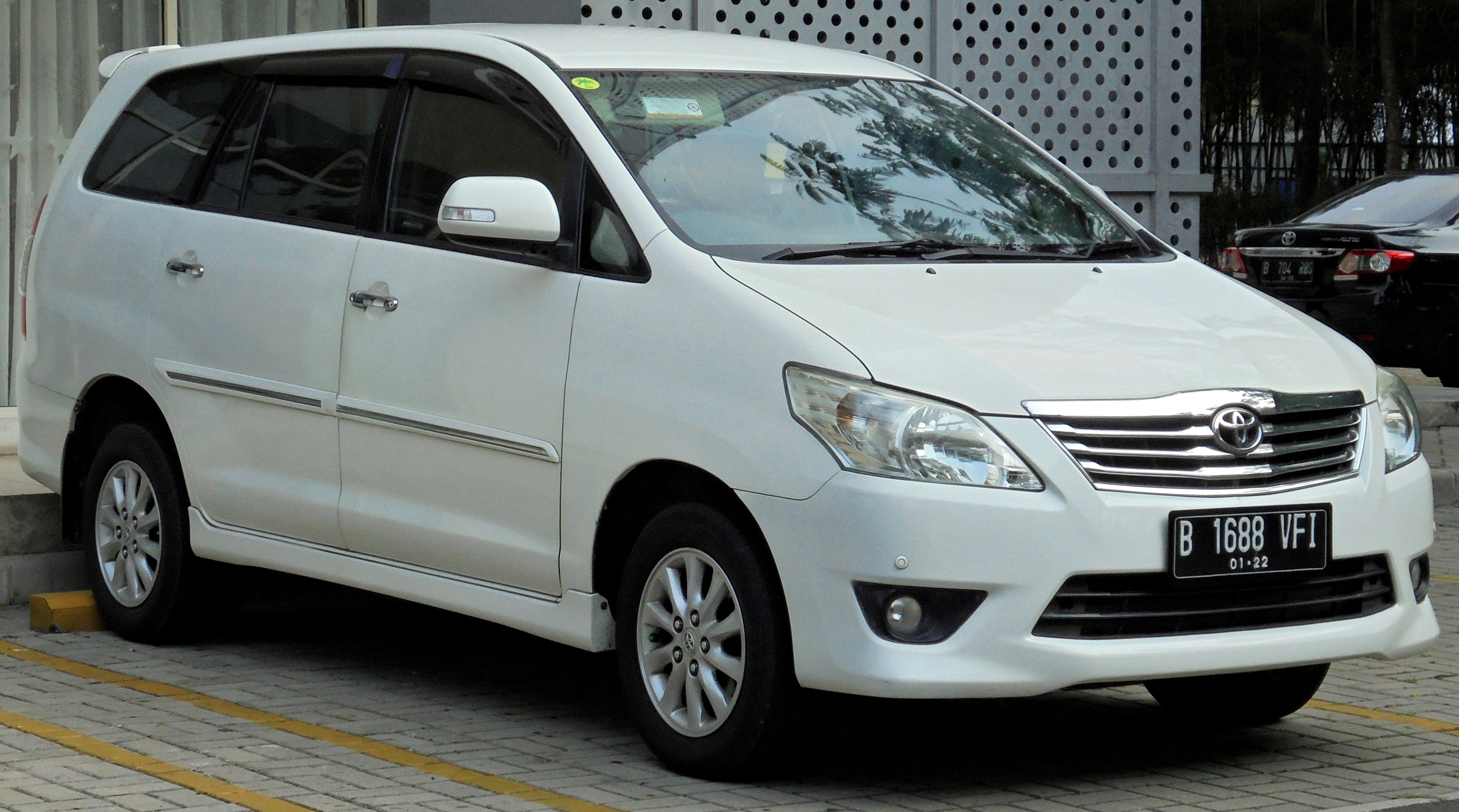
Vグレード
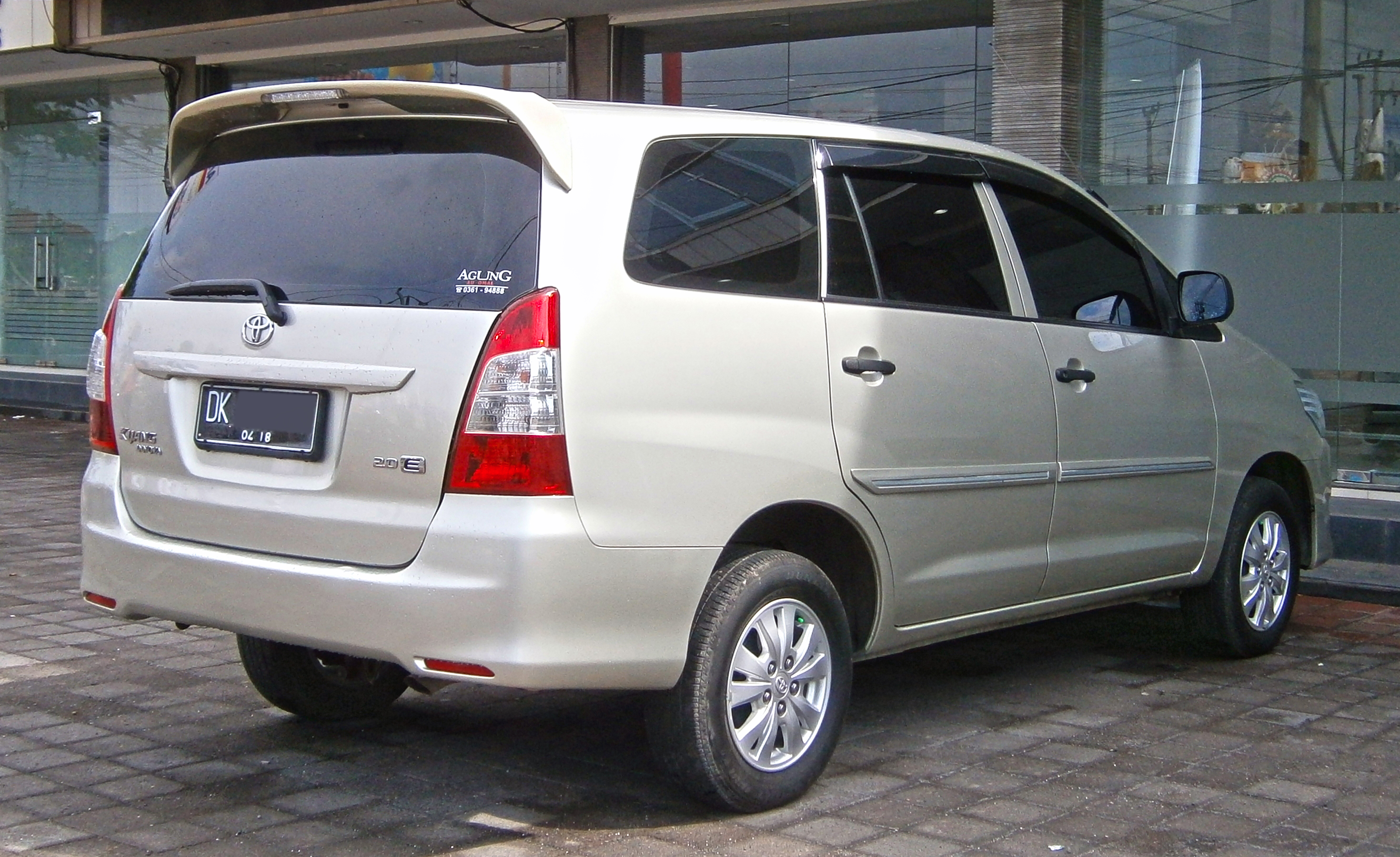
2.0 Eグレード
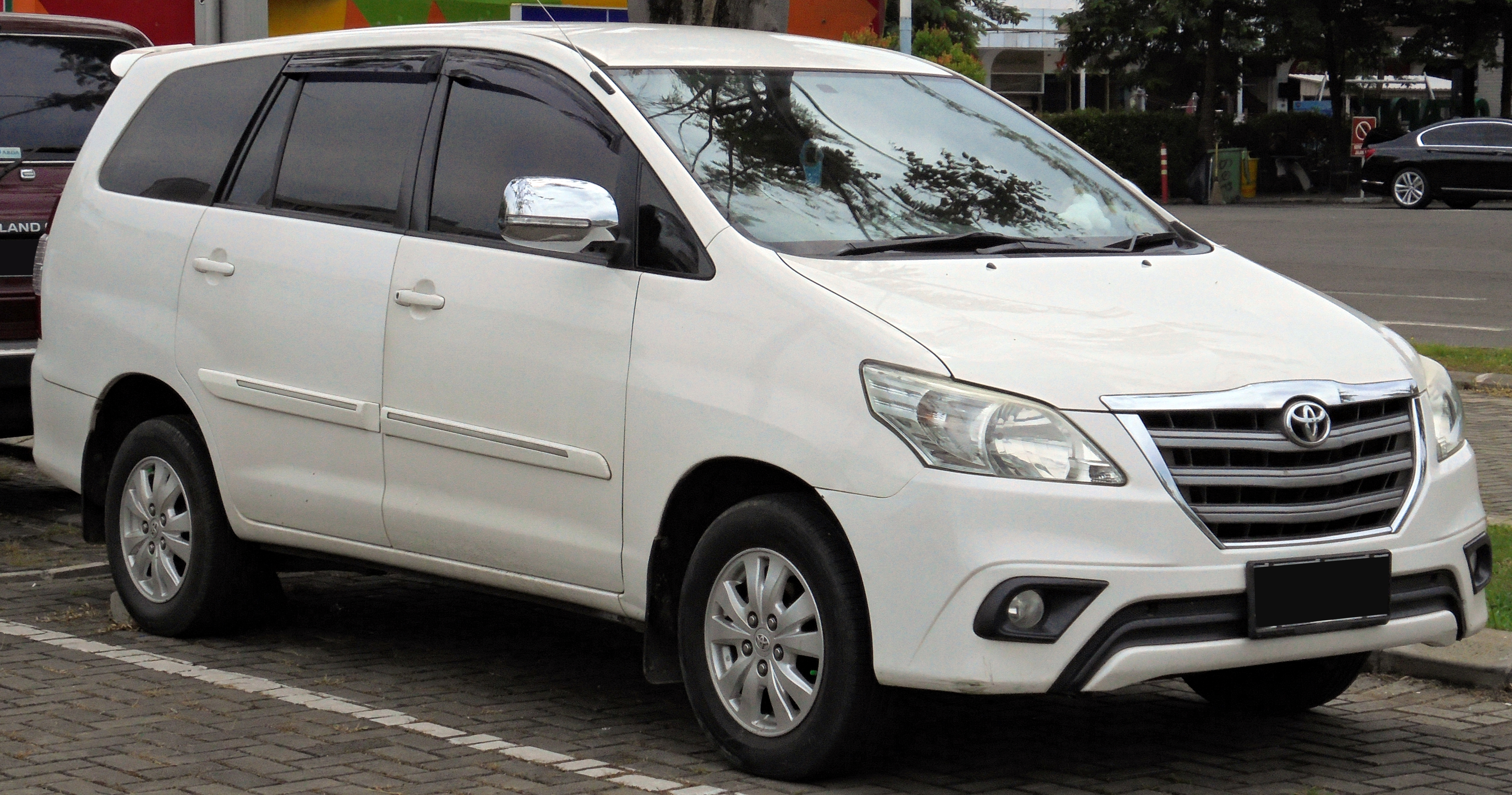
2.0 Gグレード
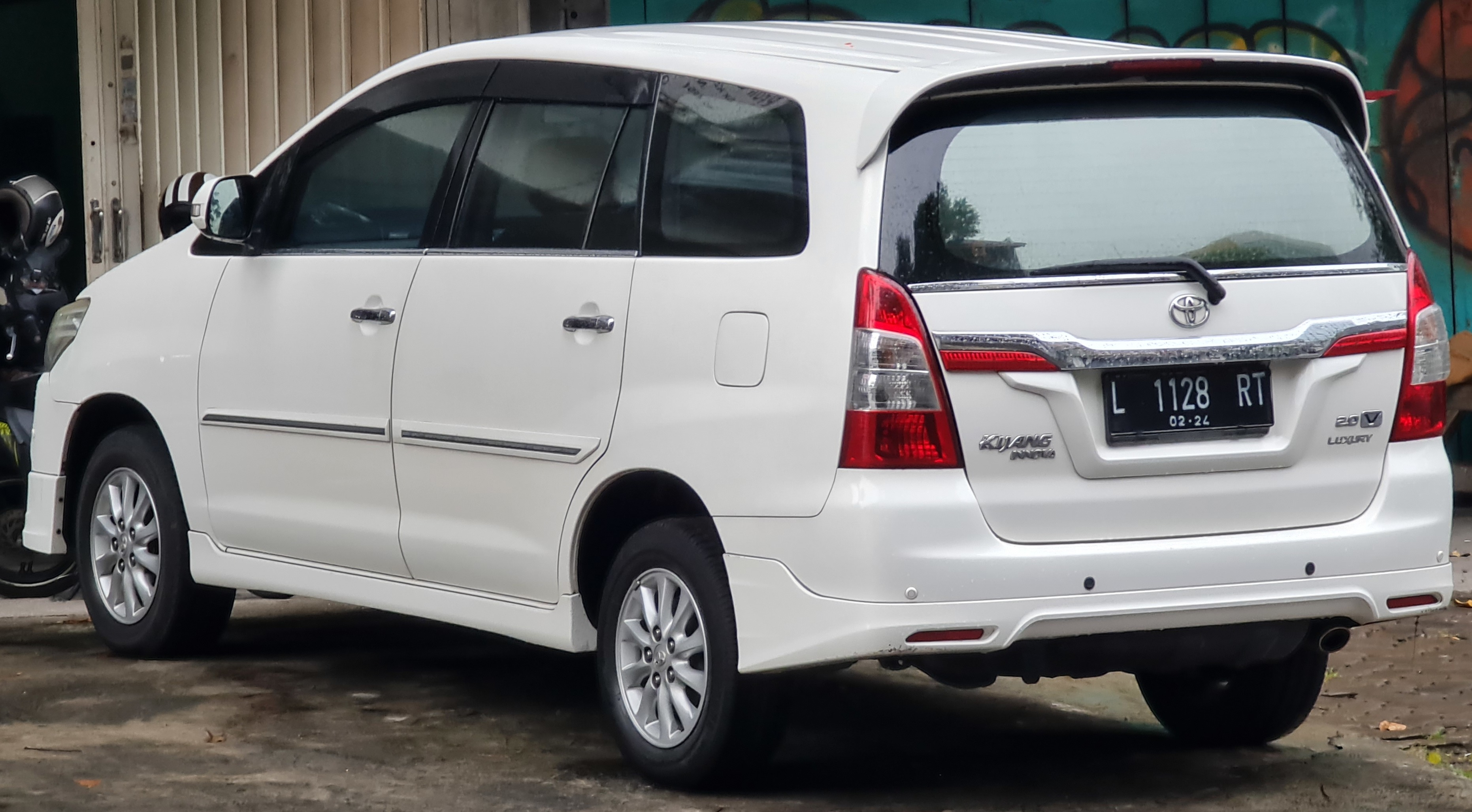
2.0 V「ラグジュアリー」グレード
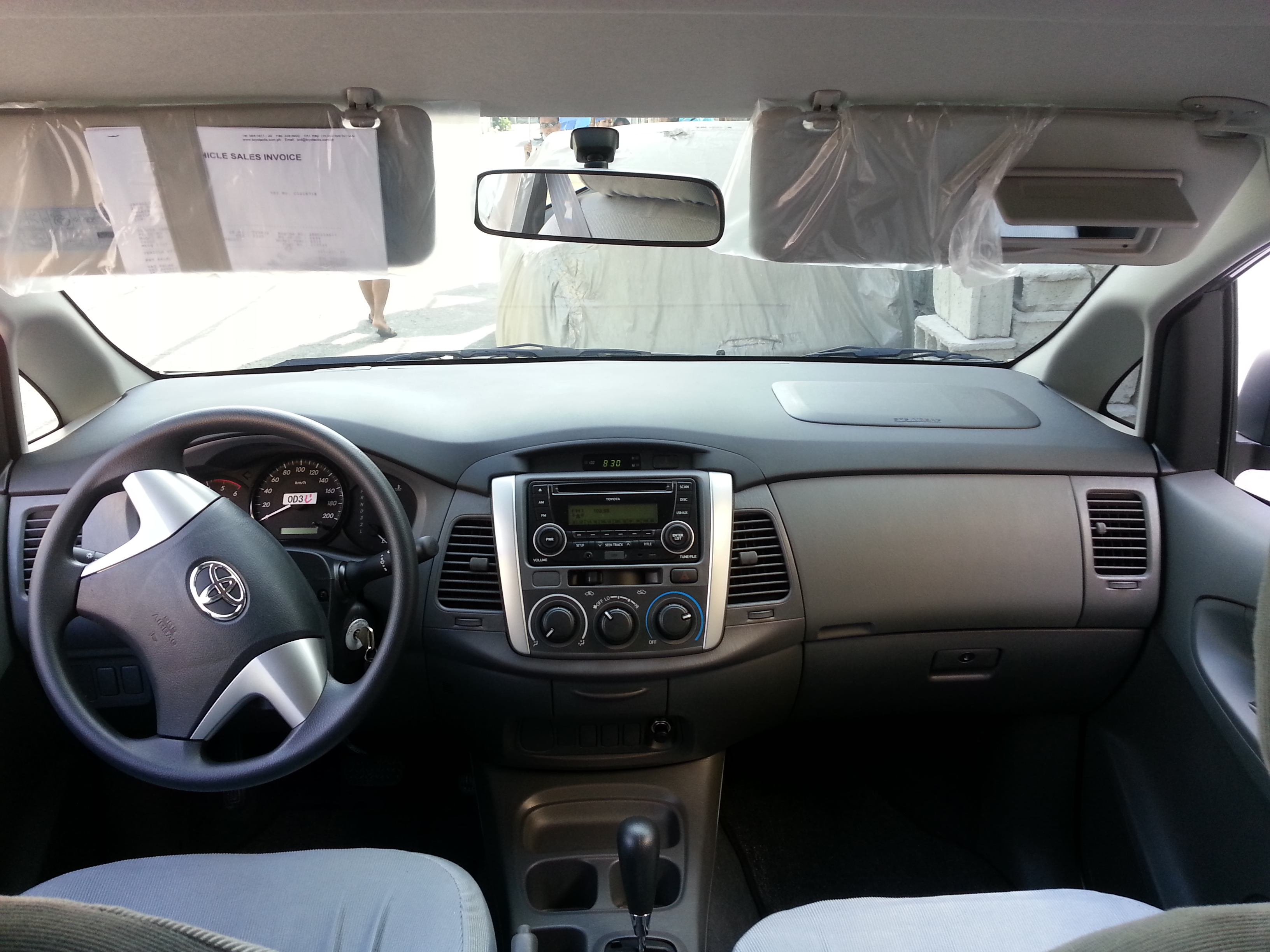
2.5 Eグレード（インテリア）

## 2代目 AN140型（2015年 - ）
2015年11月23日、キジャン・イノーバの二代目がインドネシアで発売された。
2017年1月16日、「ベンチャー」と呼ばれるキジャン・イノーバの主力モデルがインドネシアで発売された。
2020年10月15日、キジャン・イノーバはインドネシアでフェイスリフトされた。
2022年3月31日、インドネシア国際モーターショー2022で、新型「イノーバEV」（コンセプト）を世界初公開。
前期型

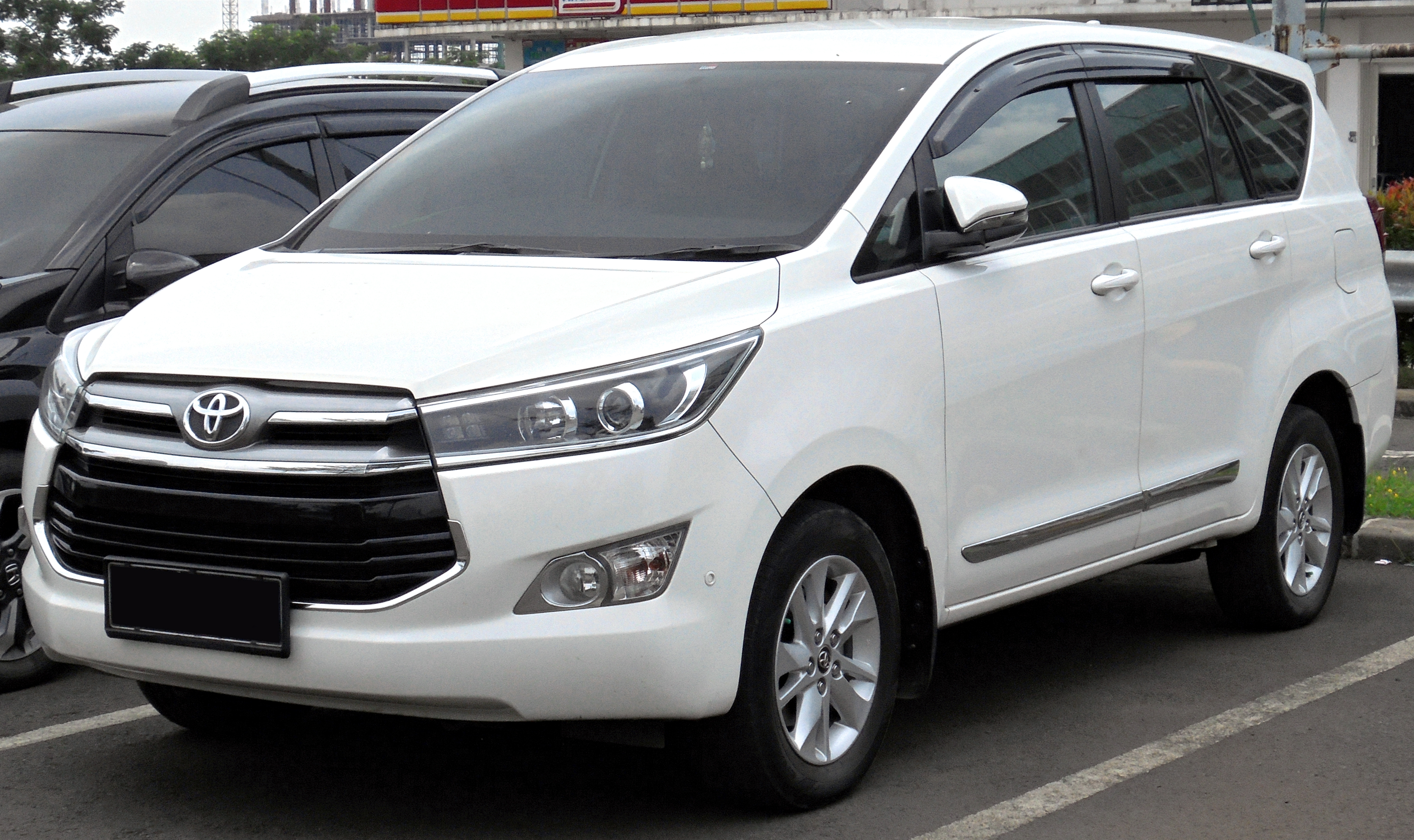
2.4 Vグレード
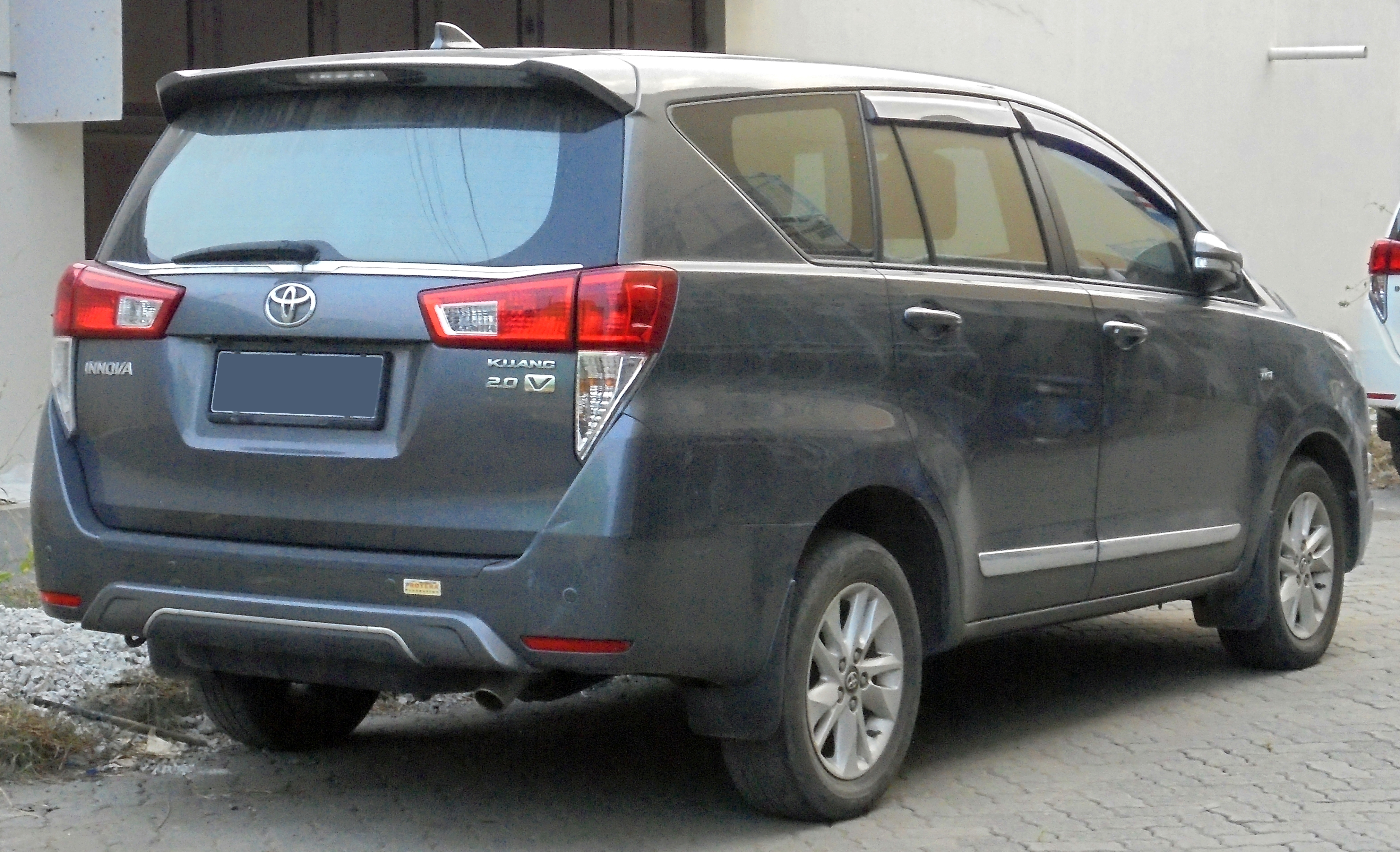
2.0 Vグレード
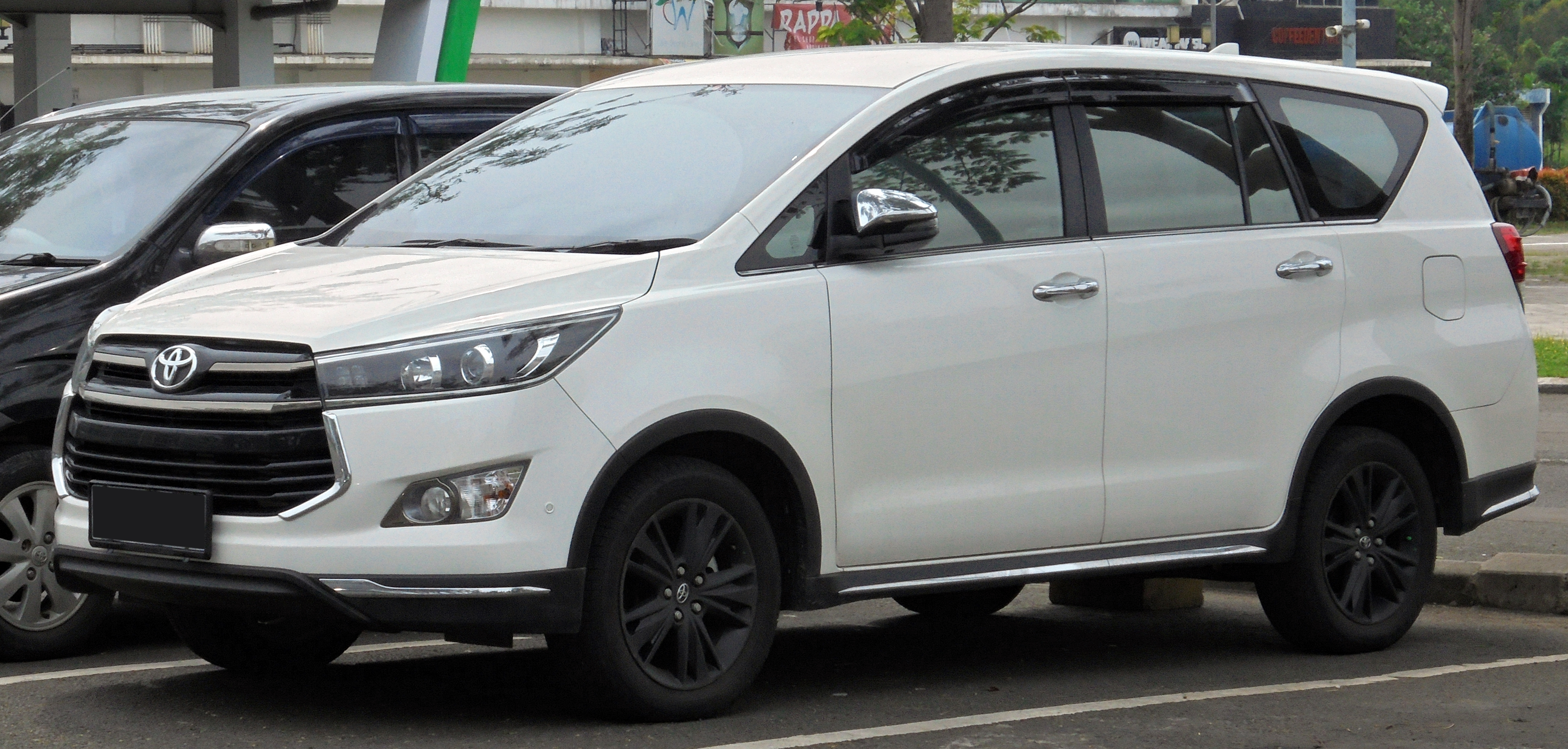
ベンチャー（フロント）
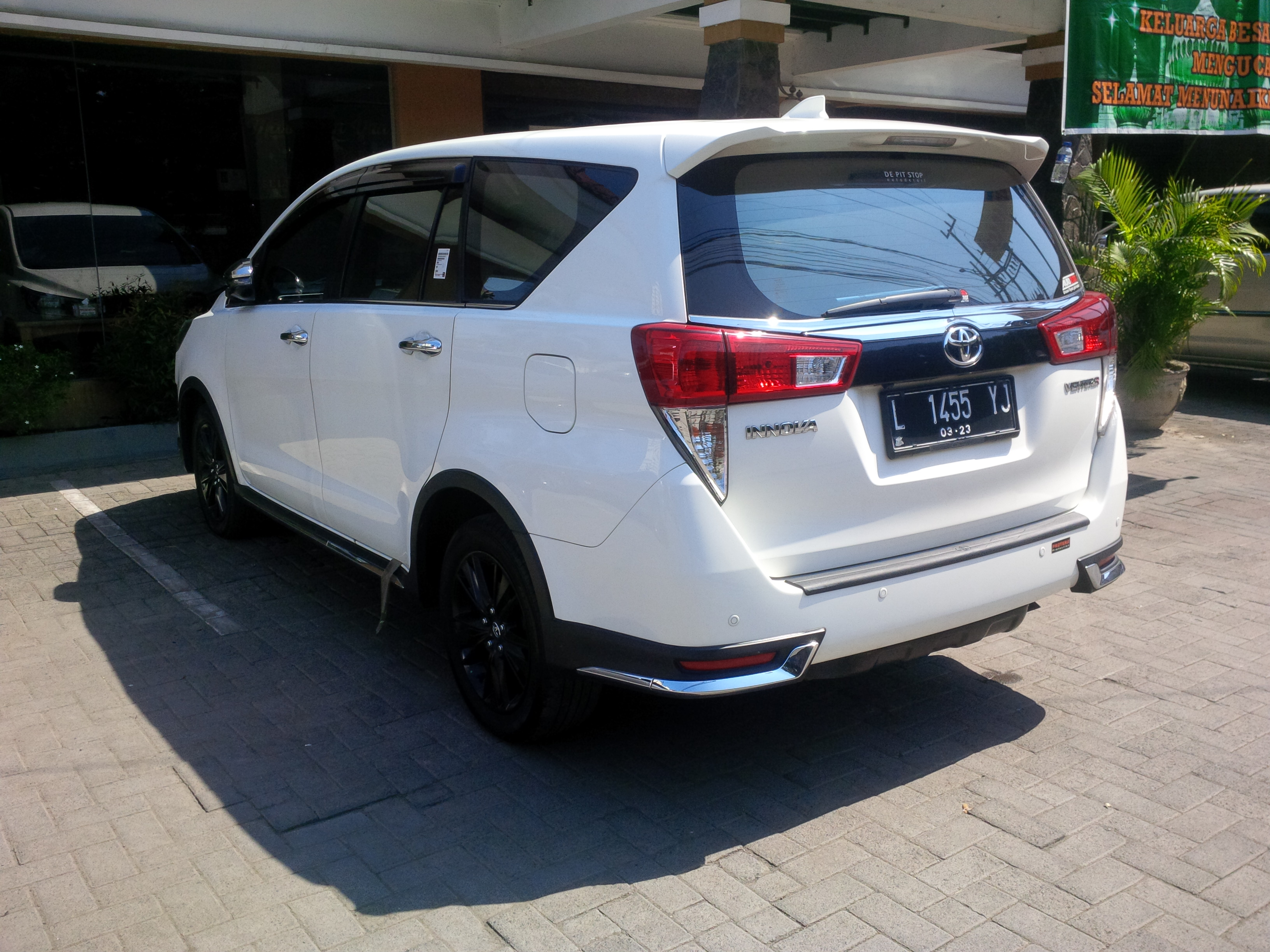
ベンチャー（リア）

後期型

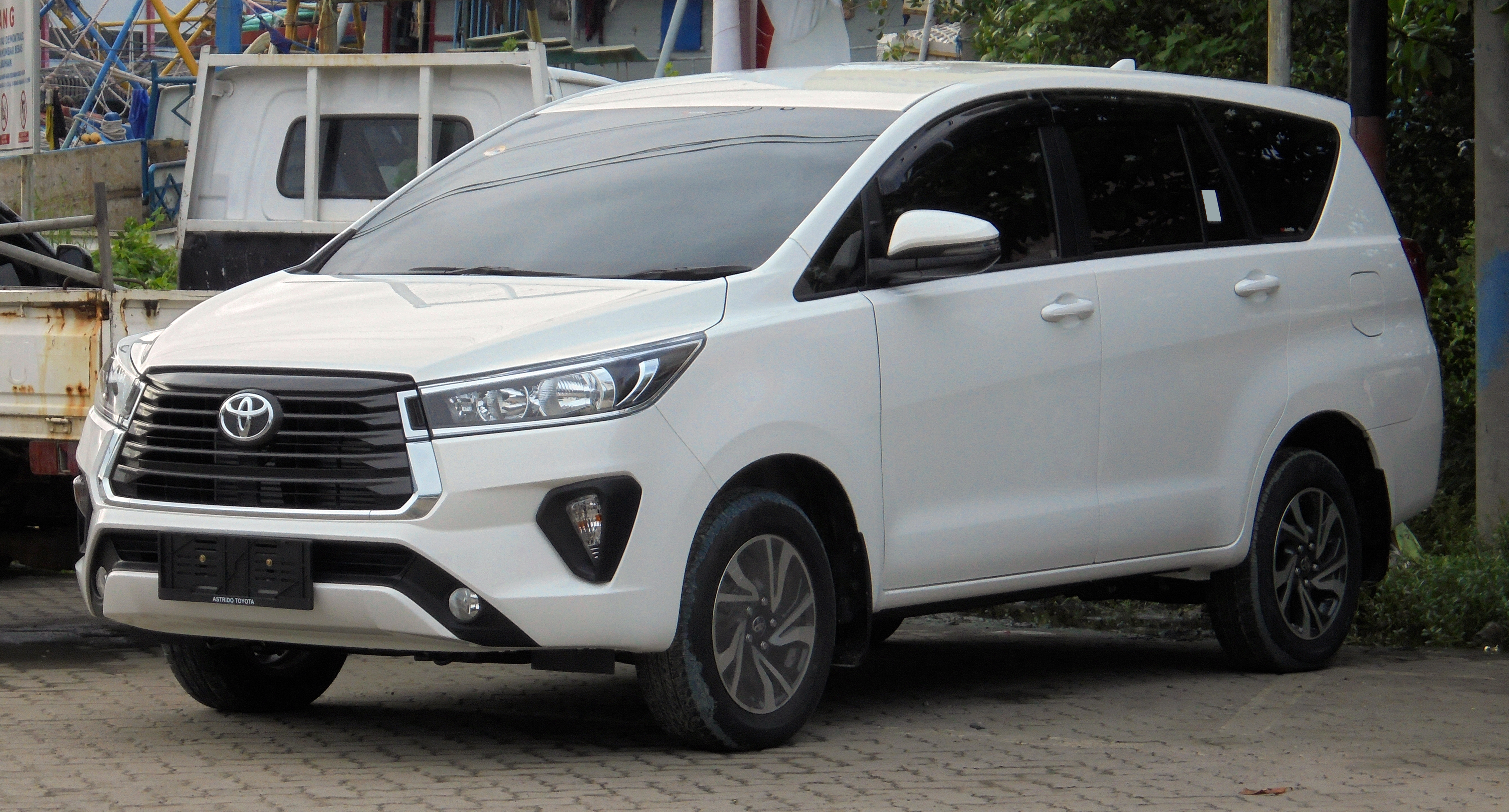
2.4 Gグレード
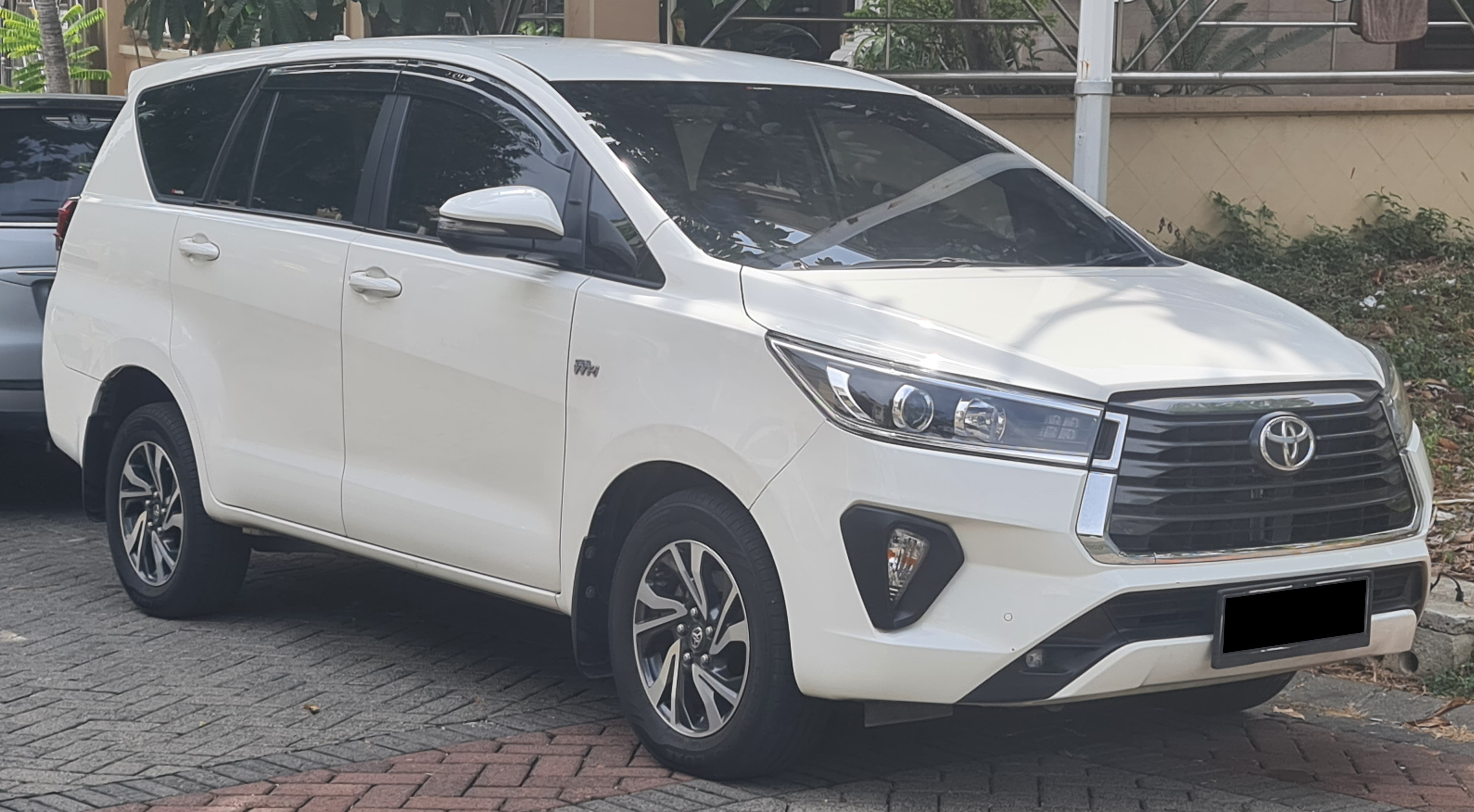
2.0 V「ラグジュアリー」グレード（フロント）
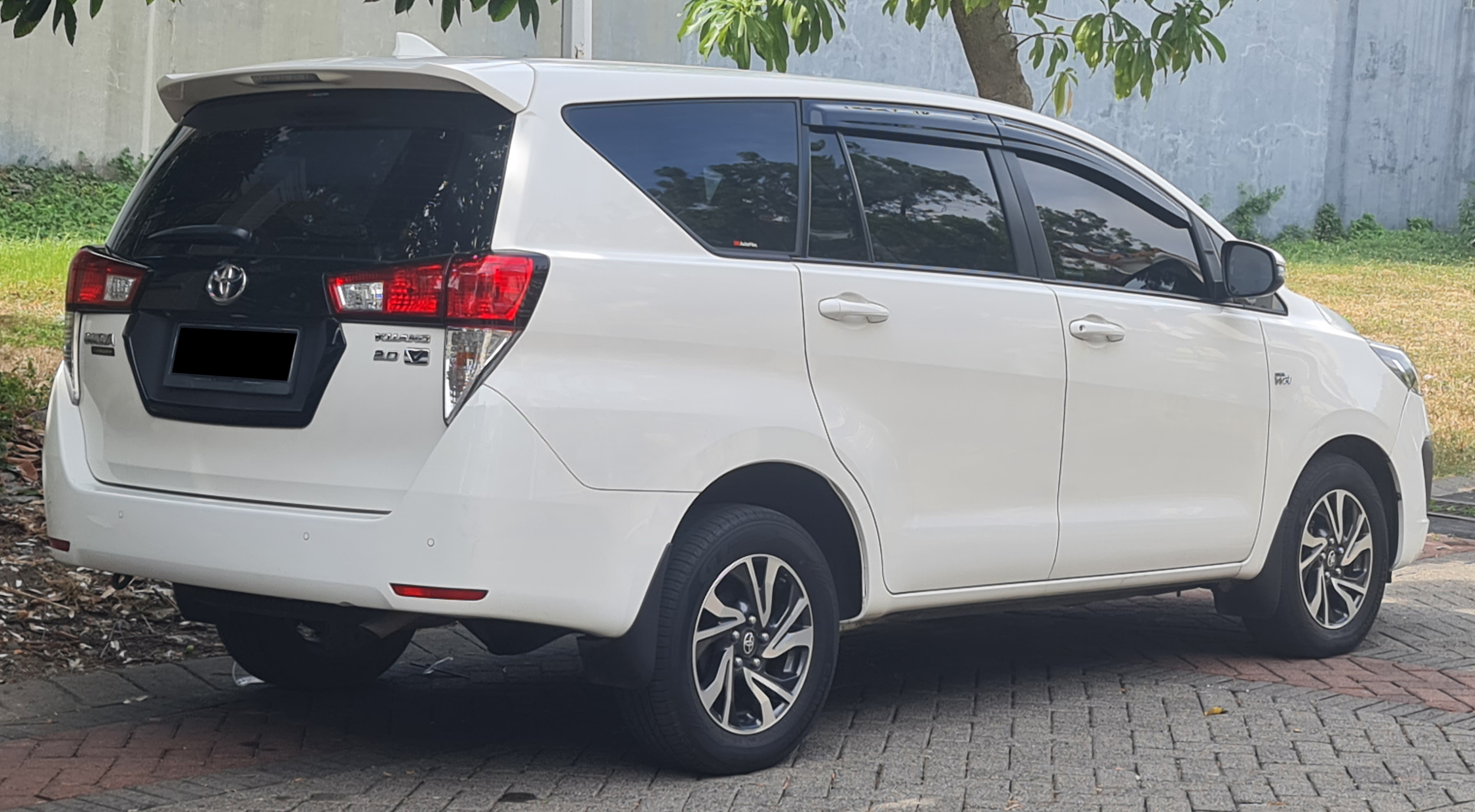
2.0 V「ラグジュアリー」グレード（リア）
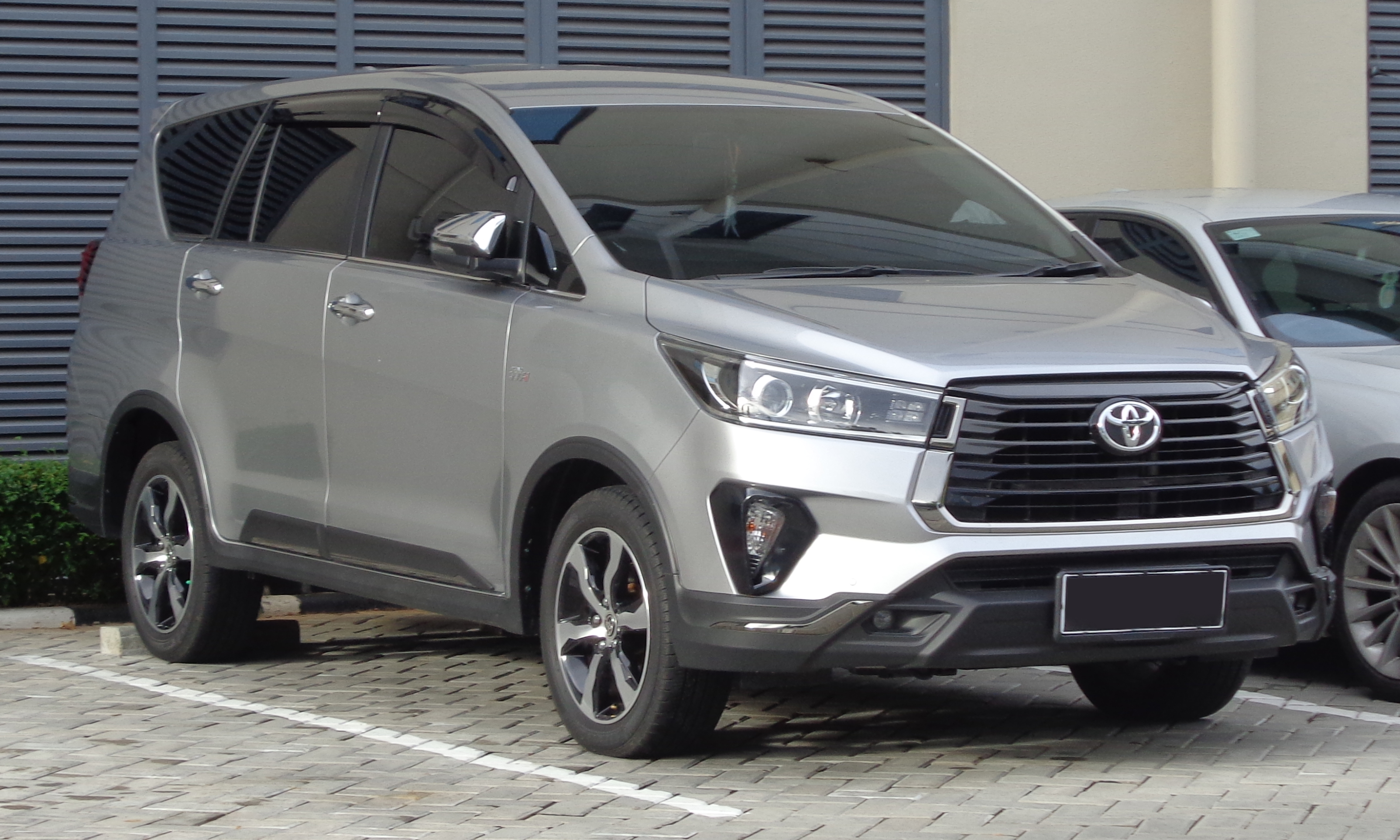
ベンチャー
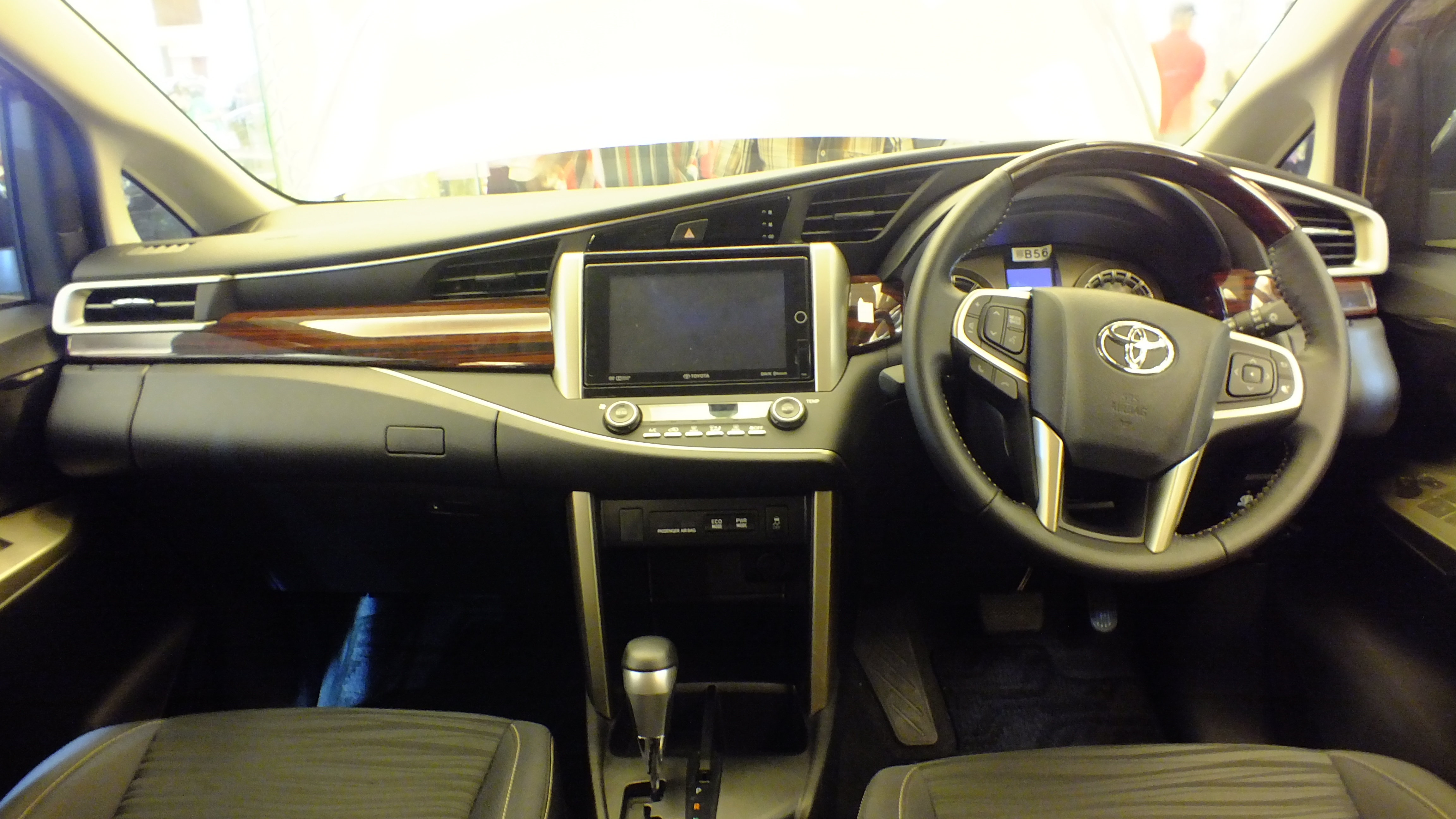
2.4 Qグレード（インテリア）

後期型

## 3代目 AG10型（2022年 - ）
2022年11月21日発表。TNGA-Cを採用。インドネシアでの正式名称はキジャン イノーバ ゼニックス（KIJANG INNOVA ZENIX）となった。「ゼニックス」は、トヨタが「最高性能」を表すとした英語の「zenith」と、「クロスオーバー」を表す「x」に由来する。「キジャン」の名称は同国での人気の高さから残されており、インドネシアのトヨタでは7代目「キジャン」とされている。
同国でトヨタが生産する初のハイブリッド車であり、初のTNGAベース車である。同月25日、インドでイノーバ ハイクロス（INNOVA HyCross）として発表された。2023年1月27日にはインドでイノーバクリスタを発表した。
パワーユニットは2.0Lガソリン、および2.0Lガソリン＋モーターのハイブリッドであり、ディーゼルエンジンの設定はない。トランスミッションは10速CVTであり、MTは提供されない。

## 車名の由来
- イノーバの車名はイノベーション（Innovation ）に由来する。

ホンダがかつて生産していたアコード（4代目欧州仕様）をベースにした4ドアハードトップの「アスコットイノーバ」と同じ車名であるが、トヨタ・イノーバは海外専売のため、商標権侵害などの問題はない。